# Sphaeripalpus lacunosus
Sphaeripalpus lacunosus är en stekelart som beskrevs av Huang 1990. Sphaeripalpus lacunosus ingår i släktet Sphaeripalpus och familjen puppglanssteklar. Inga underarter finns listade i Catalogue of Life.